# Musidora
Jeanne Roques (París, 23 de febrero de 1889-París, 11 de diciembre de 1957), conocida artísticamente como Musidora, fue una actriz, directora, escritora, productora y realizadora francesa, especialmente conocida por su papel de Irma Vep en la película Les Vampires (1915). 

## Trayectoria

### Inicios yLes Vampires
Su padre Jacques, compositor y teórico del socialismo y su madre Adèle Porchez (1855-1928), pintora y líder feminista, le transmitieron su afición por la literatura. También le gustaba pintar, escribir y esculpir, pero, sobre todo, el mundo del espectáculo. Leyendo a Théophile Gautier escogió el nombre artístico de Musidora, la heroína de Fortunio.  
En 1910, actuó en la obra de teatro La loupiotte de Aristide Bruant y, dos años más tarde, en el Bataclan, con la revista Ça grise, en la que trabajaba Colette.
Inició su carrera cinematográfica en 1913; pero Louis Feuillade la descubrió en el espectáculo La Revue Galante en el Folies-Bergère, y, en 1915, le ofreció el papel de Irma Vep, el personaje con el que se haría famosa, en la película Les Vampires, una serie de diez episodios. 
Irma Vep (anagrama de vampire) es una cantante de cabaret que forma parte de la sociedad secreta «les Vampires», un grupo de delincuentes. Es hipnotizada por Moreno, un rival de la banda, que la convierte en su amante y le ordena que asesine al Gran Vampiro. Al final, ella se convertirá en la jefa del grupo hasta que son detenidos. 
En 1916, volvió a trabajar con Luis Feuillade en la serie Judex. 
En sus inicios como realizadora hizo adaptaciones cinematográficas de novelas de Colette.

### Etapa española y regreso a París

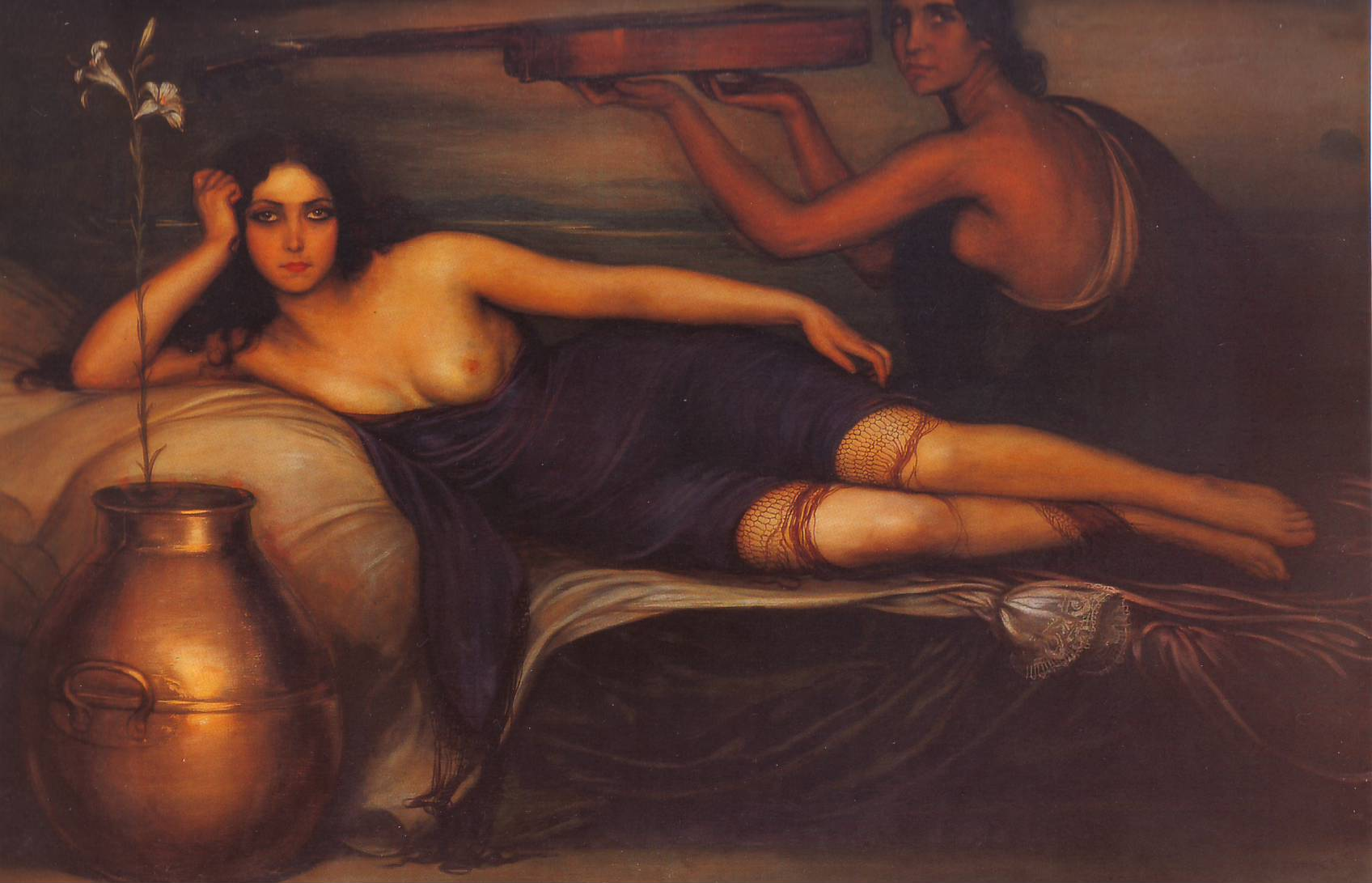
Musidora (1921), de Julio Romero de Torres, Museo Nacional de Bellas Artes (Argentina). Cuadro protagonizado por la actriz Jeanne Roques, pintado hacia 1921 y expuesto en la galería Witcomb de Buenos Aires en 1922. La guitarra -en segundo plano- aparece callada, levantada, a manera de escopeta.

Jeanne Roques llegó a España en 1921 con un contrato de tres meses para actuar en el Teatro de la Comedia de Madrid. Por intermediación de la cupletista Raquel Meller, esposa del escritor guatemalteco Enrique Gómez Carrillo, la actriz conoció al pintor cordobés Julio Romero de Torres, que la plasmó en más de un cuadro ese mismo año. Es en el círculo de Romero de Torres en el que conoció al rejoneador Antonio Cañero, un rico hacendado cordobés, con el que protagonizó un amor apasionado.
La actriz estuvo cinco años en suelo español, para volver a París en 1926. Tres de sus películas abordan su paso por España: Une aventure de Musidora en Espagne, Soleil et ombre (1922) y La tierra de los toros (1924), de las que fue guionista, directora, productora e intérprete.
De regreso a París en 1926, actuó en el film Le berceau de dieu con Léon Mathot. 
Después de casarse con el médico Clément Marot, en 1927, abandonó el cine para dedicarse al teatro hasta 1952. 
También publicó dos novelas, Arabella et Arlequin, 1928, y Paroxysmes, 1934, numerosas canciones y un libro de poemas, Auréoles (1940). A partir de 1944, trabajó en la Cinémathèque française.
Musidora murió en París el 11 de diciembre de 1957.

## Influencia posterior
André Breton, Louis Aragon y los demás miembros del movimiento surrealista eran muy admiradores de las series de Louis Feuillade y, en particular de Les Vampires, por lo que eligieron a Musidora como una de sus musas. Aragon y Breton escribieron en 1929 una obra de teatro que era un homenaje a la actriz, Le Trésor des Jésuites, en la que todos los personajes tenían nombres que eran anagramas de Musidora (Mad Souri, Doramusi, etc.).[cita requerida]
La figura de Musidora fue relevante en la construcción del arquetipo de mujer fatal y vamp.En 1973 se fundó el colectivo feminista de mujeres cineastas Musidora, que fue nombrado así en su recuerdo y tuvo un papel destacado en la recuperación de la historia del cine hecho por mujeres.El papel de la actriz en Les Vampires juega un papel central en la película de Olivier Assayas Irma Vep (1996).
En 2013 se estrenó el documental Musidora, la deuxième muse, del director Patrick Cazals, estrenado como parte del ciclo homenaje que le dedicó el Festival Il Cinema Ritrovato de Bolonia.La Cinémathèque Française realizó un ciclo homenaje sobre Musidora en 2020.

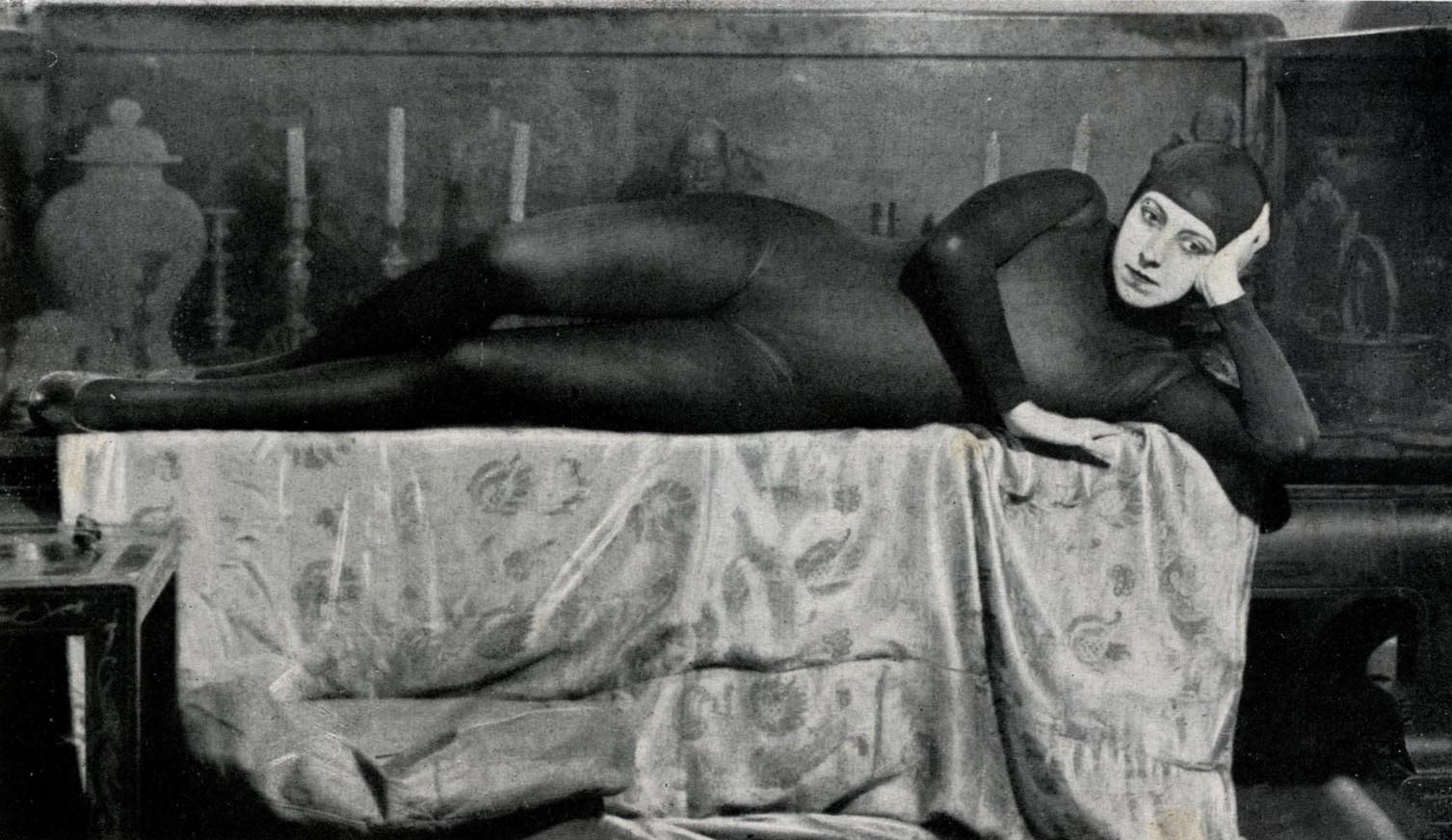
Musidora en Les Vampires.

## Obra

### Filmografía

#### Como directora
- Minne (inacabada) (1916).
- La Vagabonde (con Eugenio Perego) (1917).
- Le Maillot noir (1917).
- La Flamme cachée (con Roger Lion) (1918).
- Vicenta (1919).
- Pour Don Carlos (1920).
- Les monstres se révoltent (con Jacques Lasseyne) (1921).
- Une aventure de Musidora en Espagne (1922).
- Soleil et ombre (1922).
- La tierra de los toros (1924).
- La Magique Image (1950).

#### Como actriz
- Le Troisième Larron (1909).
- La Main noire, de Étienne Arnaud (1910).
- Les Misères de l'aiguille, de Raphaël Clamour (1913).
- L'Aventure de Jean Loupin (1913).
- Le Drapeau (1913).
- La Ville de Madame Tango (1914).
- Severo Torelli (1914).
- Le Calvaire, de Louis Feuillade (1914).
- Tu n'épouseras jamais un avocat, de Louis Feuillade (1914).
- L'Union sacrée, de Louis Feuillade (1914).
- Bout de Zan et l'espion o  Bout de Zan et le boche, de Louis Feuillade (1914).
- Les Fiancées de 1914, de Louis Feuillade (1914).
- Sainte Odile de Gaston Ravel (1914).
- Les Trois Rats de Gaston Ravel (1914).
- La Bouquetière des Catalans de Gaston Ravel (1914).
- Les Leçons de la guerre de Gaston Ravel (1914).
- La Petite Réfugiée de Gaston Ravel (1914).
- L'Autre Victoire de Gaston Ravel (1914).
- Le Roman de la midinette de Gaston Ravel (1914).
- Le Furoncle de Louis Feuillade (1915).
- Celui qui reste de Louis Feuillade (1915).
- Le Coup du fakir de Louis Feuillade (1915).
- Deux Françaises de Louis Feuillade (1915).
- Fifi tambour de Louis Feuillade (1915).
- L'Escapade de Filoche de Louis Feuillade (1915).
- Les Noces d'argent de Louis Feuillade (1915).
- Bouboule de Louis Feuillade (1915).
- Le Sosie de Louis Feuillade (1915).
- La Barrière de Gaston Ravel o Louis Feuillade (1915).
- Le Fer à cheval de Louis Feuillade(1915).
- Le Collier de perles de Louis Feuillade (1915).
- Bout de Zan et le poilu de Louis Feuillade (1915).
- Jeunes filles d'hier et d'aujourd'hui de Louis Feuillade (1915).
- Triple entente de Gaston Ravel (1915).
- Le Trophée du zouave de Gaston Ravel (1915).
- Le Grand Souffle de Gaston Ravel (1915).
- L'Autre devoir de Léonce Perret (1915).
- Les Vampires 3: Le Cryptogramme rouge de Louis Feuillade (1915).
- C'est pour les orphelins! de Louis Feuillade (1916).
- 1916 : Les Vampires 4: Le Spectre de Louis Feuillade.
- 1916 : Les Vampires 5: L'Évasion du mort de Louis Feuillade.
- 1916 : Les Vampires 6: Les Yeux qui fascinent de Louis Feuillade.
- 1916 : Les Vampires 7: Satanas de Louis Feuillade.
- 1916 : Les Vampires 8: Le Maître de la foudre de Louis Feuillade.
- 1916 : Les Vampires 9: L'Homme des poisons de Louis Feuillade.
- 1916 : Les Vampires 10: Les Noces sanglantes de Louis Feuillade.
- 1916 : C'est le printemps ! de Louis Feuillade.
- 1916 : Cœur fragile de Gaston Ravel
- 1916 : Fille d'Ève de Gaston Ravel.
- 1916 : Le pied qui étreint de Jacques Feyder (610) - Irma Vep dans le dernier volet L'homme au foulard à pois
- 1916 : Simple erreur de Gaston Ravel.
- 1916 : Le Colonel Bontemps de Louis Feuillade.
- 1916 : Jeunes filles d'hier et d'aujourd'hui de Louis Feuillade.
- 1916 : Les Mariés d'un jour de Louis Feuillade.
- 1916 : Les Fourberies de Pingouin de Louis Feuillade.
- 1916 : Les Fiançailles d'Agénor de Louis Feuillade.
- 1916 : Le Poète et sa folle amante de Louis Feuillade.
- 1916 : Si vous ne l'aimez pas... de Louis Feuillade.
- 1916 : La Peine du talion de Louis Feuillade.
- 1916 : Lagourdette gentleman cambrioleur de Louis Feuillade.
- 1916 : Débrouille-toi de Louis Feuillade.
- 1916 : Minne de Musidora (inacabada).
- 1917 : Judex 1 : Prologue + L'ombre mystérieuse de Louis Feuillade   - L'aventurière Diana Monti
- 1917 : Judex 2 : L'expiation]] de Louis Feuillade.
- 1917 : Judex 3 : La meute fantastique de Louis Feuillade.
- 1917 : Judex 4 : Le secret de la tombe de Louis Feuillade.
- 1917 : Judex 5 : Le moulin tragique de Louis Feuillade.
- 1917 : Judex 6 : Le môme Réglisse de Louis Feuillade.
- 1917 : Judex 7 : La femme en noir de Louis Feuillade.
- 1917 : Judex 8 : Les souterrains du château rouge de Louis Feuillade.
- 1917 : Judex 9 : Lorsque l'enfant parut de Louis Feuillade.
- 1917 : Judex 11 : L'Ondine de Louis Feuillade.
- 1917 : Judex 12 : Le pardon d'amour de Louis Feuillade  - L'Aventurière Diana Monti
- 1917 : Le Maillot noir, de Musidora.
- 1917 : Mon oncle de Louis Feuillade.
- 1917 : Les Chacals, de André Hugon.
- 1917 :  La Vagabonde, de Eugenio Perego (también adaptadora).
- 1918 : Johannes, fils de Johannes de André Hugon.
- 1918 : Mam'zelle Chiffon de André Hugon.
- 1918 : La Geôle de Gaston Ravel.
- 1918 : La Jeune Fille la plus méritante de France, de Germaine Dulac.
- 1918 : La Flamme cachée, de Musidora y Roger Lion.
- 1919 : Vicenta, de Musidora.
- 1920 : Pour Don Carlos (La capitana Alegría), de Musidora.
- 1921 : Les monstres se révoltent, de Jacques Lasseyne y Musidora.
- 1922 : Une aventure de Musidora en Espagne, de Musidora.
- 1922 : Soleil et Ombre (Sol y sombra), de Musidora.
- 1924 : La tierra de los toros de Musidora.
- 1926 : Le Berceau de Dieu ou Les Ombres du passé, de Fred Leroy-Granville.
- 1950 : La Magique Image, de Musidora.

### Libros
- Arabella et Arlequin (1928).
- Paroxysmes (1934).
- Auréoles (1940).